# Drechttunnel
De Drechttunnel is een onderdeel van de Rijksweg 16 en loopt onder de Oude Maas van het Eiland van Dordrecht (zuid) naar IJsselmonde (noord). De tunnel is op 15 november 1977 geopend door Koningin Juliana en minister Westerterp. Ter ere van de opening is er een munt uitgegeven.

## Eigenschappen
De tunnel is een afzinktunnel met acht rijstroken, verdeeld over vier buizen. Twee buizen voor de hoofdrijbanen en twee buizen voor de parallelrijbanen. Het stuk onder de Oude Maas heeft een lengte van 346 meter, terwijl de totale lengte van de tunnel, inclusief toeritten, 823 meter is. Met een breedte van 49 meter was dit op het moment van opening de breedste tunnel van Europa.

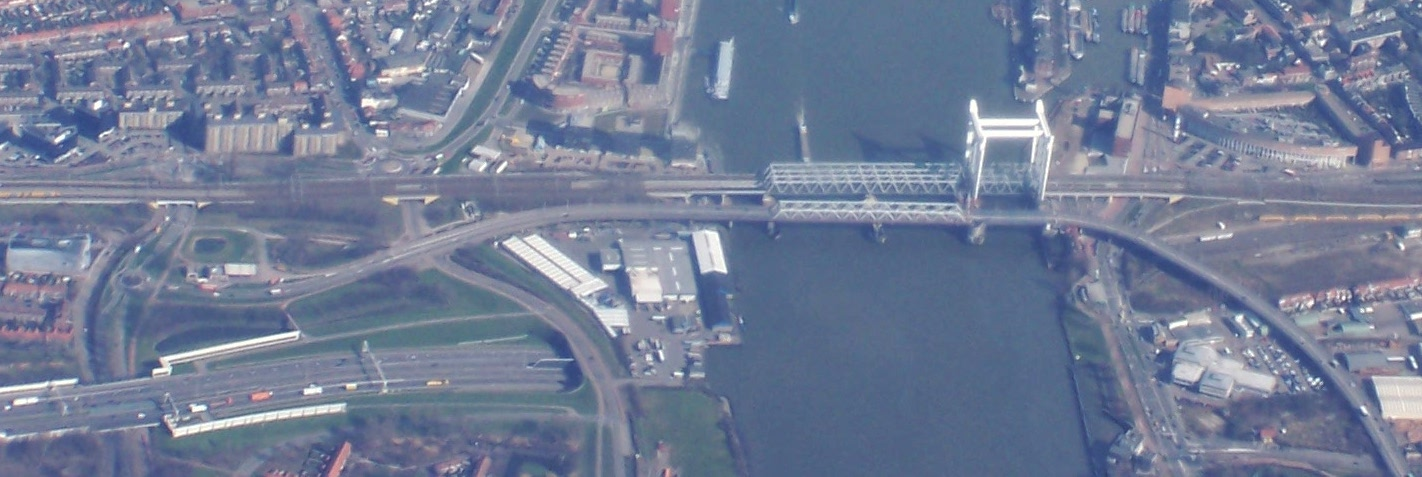
De tunnelingang aan de noordkant is linksonder op de foto te zien (2004)

## Voorgeschiedenis
In de jaren zeventig van de twintigste eeuw werd de A16 van het Hollandsch Diep tot aan Ridderkerk verbreed tot een weg met 2 maal 3 rijstroken. De belangrijkste brug op het traject, de Stadsbrug tussen Dordrecht en Zwijndrecht, moest voor dit plan ook aangepast worden. De verwachte 100.000 voertuigen per dag waren te veel voor de brug uit 1940. Ook het feit dat de brug regelmatig open moest voor schepen en daarbij een flinke vertraging voor het wegverkeer veroorzaakte, was aanleiding te kiezen voor een nieuwe verbinding in de vorm van een tunnel. Na openstelling van de tunnel werden de brug en de toeritten verbouwd tot een oeververbinding voor plaatselijk verkeer.

## Bouwmethode
Op 25 meter beneden NAP bevindt zich een ondoordringbare kleilaag. Deze is gebruikt als waterkerende laag voor de gedraineerde openbouwputten van de toeritten. Na aanleg van damwanden tot in deze laag is de put uitgegraven en gedraineerd, waarna het geheel geconstrueerd werd met groene wanden, een primeur voor Nederland.
De tunnelelementen, drie stuks van elk 115 meter lang, zijn gebouwd in het Bouwdok Barendrecht aan de Oude Maas bij Barendrecht. Tegelijk met de Drechttunnel zijn in het bouwdok ook de tunnelelementen voor de Kiltunnel gebouwd.
Voor de constructie van beide tunneldelen op de oevers is gebruikgemaakt van de wanden-dakmethode. Begonnen is met twee sleuven van 28 meter diep en 80 centimeter meter breed, die met gewapend beton gevuld zijn. Tijdens het uitgraven werden de sleuven gevuld met bentoniet om instorten te voorkomen. Hierna is het bentoniet vervangen door beton. Hierna is dicht onder de oppervlakte een betonnen plaat gestort die het dak van de tunnel zou vormen, waarna de tunnel uitgegraven is.
De open toeritten van de tunnel zijn geconstrueerd als open polders met een eigen drainagesysteem en pompinstallaties om regenwater af te voeren. Dit was in Nederland een primeur.
Na transport van de tunnelelementen van het bouwdok naar de bouwplaats is met het afzinken begonnen. Toen de elementen eenmaal op hun plek lagen, werden van binnenuit de ruimtes eronder met zand vol gezet, waarna de voorspanning over de elementen weggehaald is, en ze zich konden zetten op de zandbasis.
Na het afzinken van de elementen is het waterlichaam, dat als ballast diende, weggepompt en vervangen door een betonnen ballastlaag. Hierna kon het wegdek gestort worden en de overige werkzaamheden, zoals geluidsisolatie en brandwerende panelen, afgerond worden.

## Foto's

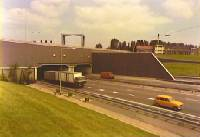
Drechttunnel (bron: https://web.archive.org/web/20120726182346/http://www.beeldbankvenw.nl/)
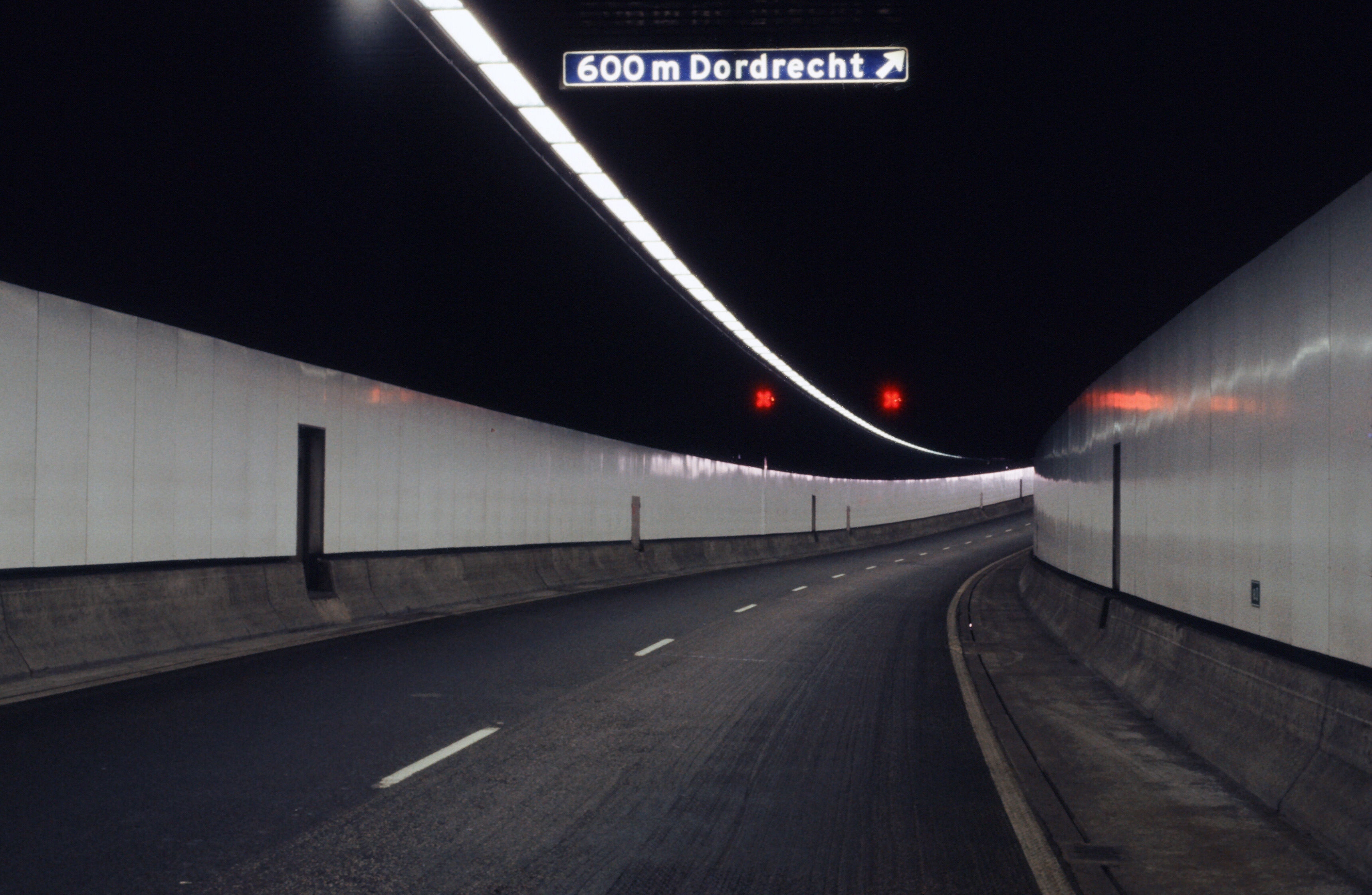